# لمطار
لمطار أو المطار بلدية جزائرية في ولاية سيدي بلعباس شمال غرب الجزائر.